# Haloragis exalata
Haloragis exalata är en slingeväxtart. Haloragis exalata ingår i släktet Haloragis och familjen slingeväxter.

## Underarter
Arten delas in i följande underarter:
- H. e. exaltata
- H. e. velutina
- H. e. laevis